# Вальтер Маттіе
Вальтер Маттіе (нім. Walter Matthiae; 3 серпня 1880, маєток Руннек, Західна Пруссія — 27 червня 1960, Вісбаден) — німецький військовий діяч, віце-адмірал крігсмаріне (1 листопада 1944). Кавалер Німецького хреста в сріблі.

## Біографія
7 квітня 1900 року вступив на флот кадетом. Пройшов підготовку на навчальному кораблі «Шарлотта» і у військово-морському училищі. У 1906-08 роках знаходився в плаванні до берегів Африки. З 1 жовтня 1910 по 30 вересня 1912 року — вахтовий офіцер на лінійному кораблі «Вестфалія». Закінчив Військово-морську академію (1914). Учасник Першої світової війни, навігаційний (14 грудня 1914 — 6 жовтня 1916) і 1-й (7 жовтня 1916 — 24 липня 1917) офіцер легкого крейсера «Піллау». З 25 липня 1917 року — 3-й офіцер Адмірал-штабу в штабі військово-морської станції «Нордзе».
Після закінчення війни зберіг свій пост. З 28 березня 1923 року — 1-й офіцер лінійного корабля «Брауншвейг». 1 жовтня 1924 року призначений прес-аташе Імперського військового міністерства, одночасно очолював Видавничий відділ ВМС. 24 жовтня 1927 року переведений на військово-морські верфі у Вільгельмсгафені, де з 10 лютого 1928 по 29 вересня 1930 року очолював центральний відділ. 31 жовтня 1930 року вийшов у відставку. 1 квітня 1931 року повернувся на флот вільнонайманим чиновником і призначений директором Видавничого відділу Морського керівництва.
З 31 березня 1932 року — директор бібліотеки Верховного командування вермахту. З 15 вересня 1940 року — обер-верф-директор військово-морських верфей в Лор'яні, уповноважений з приймання військово-морських верфей Бордо і начальник оперативного штабу з ремонту підводних човнів. В обов'язки Маттіе входило забезпечення безперебійного ремонту німецьких підводних човнів на базах у Франції і, тим самим, успішних дій на комунікаціях союзників в Атлантиці. Одночасно з 15 вересня 1940 по 28 лютого 1941 року — обер-верф-директор в Сен-Назарі. 1 січня 1941 року офіційно повернута на військову службу. Крім того, 20 серпня 1944 року Маттіе доручили керівництво береговими укріпленнями в Лор'яні. 10 травня 1945 року здався союзниками. 29 грудня 1945 року звільнений.

## Нагороди
- Залізний хрест 2-го і 1-го класу
- Хрест «За вислугу років» (Пруссія)
- Почесний хрест ветерана війни з мечами
- Медаль «За вислугу років у Вермахті» 4-го, 3-го, 2-го і 1-го класу (25 років)
- Хрест Воєнних заслуг 2-го і 1-го класу з мечами
- Німецький хрест в сріблі (11 квітня 1944)
- Нагрудний знак морської артилерії (1 січня 1945)